# Růžďka
Růžďka település Csehországban, Vsetíni járásban. Růžďka Bystřička, Jablůnka, Vsetín és Malá Bystřice településekkel határos. Lakosainak száma 901 fő (2024. január 1.).

## Népesség
A település lakosságának változását az alábbi diagram mutatja:
| Lakosok száma | 1669 | 1606 | 1397 | 1498 | 1053 | 882  | 913  | 909  | 902  | 901  |
|               | 1869 | 1890 | 1921 | 1950 | 1980 | 2001 | 2017 | 2019 | 2022 | 2024 |